# Else von Sperber

Else von Sperber

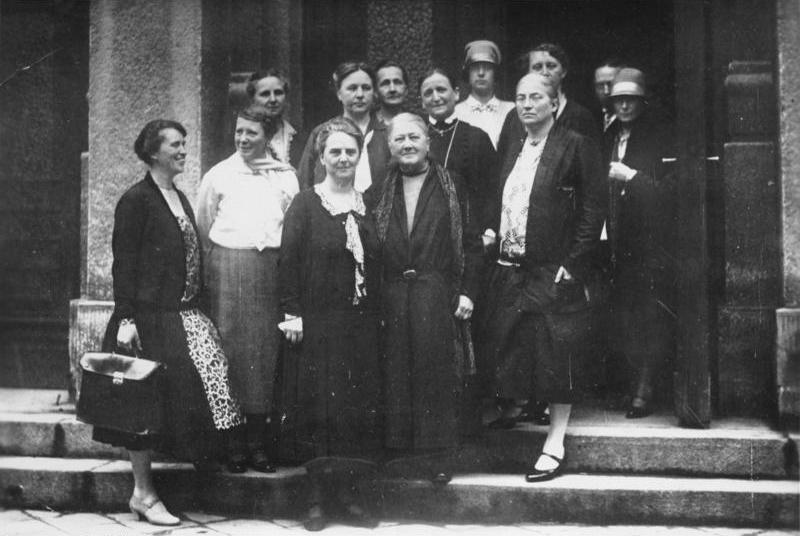
Auf einem DNVP-Parteitag in Königsberg, von links: Elsa Hielscher-Panten, Else von Sperber, Annagrete Lehmann, dahinter Magdalene von Tiling, Margarete Behm, dahinter Therese Deutsch, Helene Freifrau von Watter, Paula Müller-Otfried, dahinter Ulrike Scheidel

Else Elise Berta Minna Helene von Sperber, geborene von Boddien, (* 14. August 1881 in Leissienen, Landkreis Wehlau in Ostpreußen; † 27. August 1977 in Beienrode (Königslutter)) war eine deutsche Politikerin (DNVP).

## Leben und Wirken
Else von Sperber entstammte der Adelsfamilie von Boddien. Ihr Vater war der Major a. D. Hans von Boddien, Gutsbesitzer in Ostpreußen, und ihre Mutter war Luise Freiin Schenck zu Tautenberg. Else hatte vier Geschwister, drei Schwestern und einen Bruder. In ihrer Jugend wurde sie in der Höheren Töchterschule im englischen Pensionat der Mrs. Gray in Weimar erzogen. 1906 heiratete sie Eugen von Sperber (* 15. Juni 1877; † 1. April 1945 in Danzig). In den Jahren nach ihrer Heirat beteiligte Sperber sich unter anderem an der Bewirtschaftung des Gutes ihres Ehemannes, dem Gut Gerskullen im Kreis Ragnit.
Von 1924 bis 1928 gehörte Sperber als Abgeordnete der Deutschnationalen Volkspartei (DNVP) für den Wahlkreis 1 (Ostpreußen) dem Reichstag an. Daneben war sie Hausfrau, Gutsbesitzerin in Ostpreußen und Mitglied im konservativen Landfrauenbund.
Nach 1945 war Else von Sperber in der CDU aktiv.

## Familie
Am 17. Juli 1906 heiratete sie in Königsberg Eugen von Sperber, u. a. Herr auf auf Grauden mit Dasselhöhe und Sohn des Parlamentariers Hermann von Sperber. Durch ihre Ehe wurde sie unter anderem mit dem preußischen Kriegsminister Heinrich von Goßler verwandt. Das Paar hatte mehrere Kinder:
- Marie Luise Anna Bertha (* 9. Mai 1907)
- Ursula Anna Erkia Urte (* 25. September 1910)
- Ilse Edith Karola Luise (* 17. Juli 1916)

## Schriften
- Die heutige Mode als Entwicklungserscheinung Menschlicher Kultur. Verein für Innere Mission, Leipzig 1925 (Samariter und Säemann 5, ZDB-ID 551341-8), (Verschriftlichung eines Vortrages, gehalten auf der 3. Leipziger Tagung für Sexualethik am 17. Mai 1925)